# Palazzo dei Diamanti

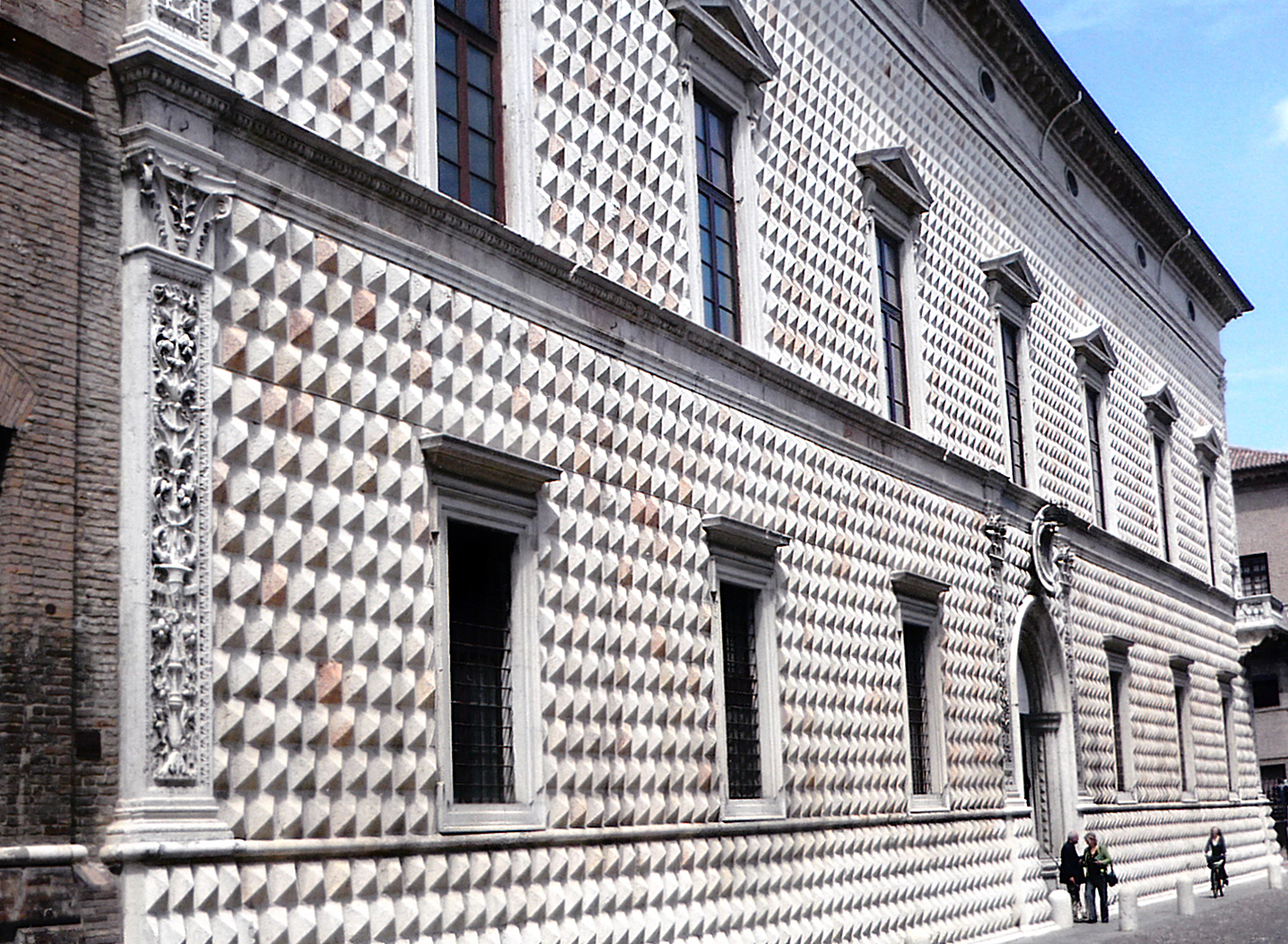
Voorgevel

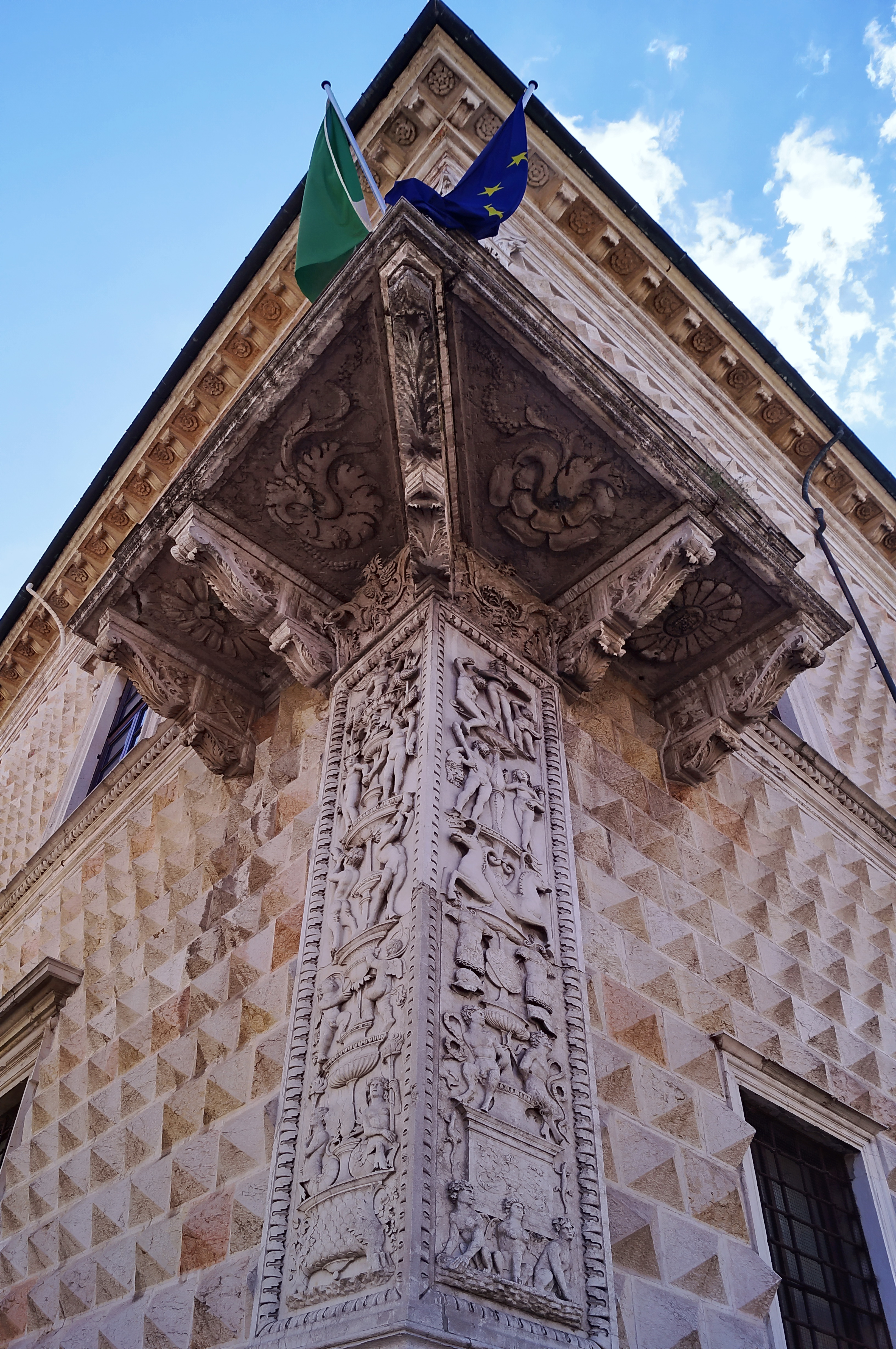
Rijk versierde hoekpilaster en balkon

Het Palazzo dei Diamanti is een renaissancepaleis aan de Corso Ercole I d'Este 21 in het Italiaanse Ferrara. Het werd gebouwd naar plannen van Biagio Rossetti voor Ercole I d'Este. De buitengevel bestaat uit 8500 puntige marmeren blokjes die diamanten voorstellen. In het paleis is het kunstmuseum  Pinacoteca Nazionale di Ferrara gevestigd, met schilderijen van de school van Ferrara van de middeleeuwen tot de 18de eeuw.